# Дуаньчжоу
Дуаньчжо́у (кит. упр. 端州, пиньинь Duānzhōu) — район городского подчинения городского округа Чжаоцин провинции Гуандун (КНР).

## История
В эпоху Южных и северных династий, когда эти места входили в состав южной империи Лян, был создан Гаояоский округ (高要郡). После объединения китайских земель в составе империи Суй он был расформирован, а в 589 году была образована Дуаньчжоуская область (端州), власти которой разместились в уезде Гаояо. В 607 году Дуаньчжоуская область была переименована в Синьаньский округ (信安郡).
После смены империи Суй на империю Тан Синьаньский округ вновь стал Дуаньчжоуской областью. В 742 году Дуаньчжоуская область опять была переименована в Гаояоский округ, но уже в 758 году ей было возвращено прежнее название.
Во времена империи Сун наследник престола Чжао Цзи получил в 1096 году титул «Дуаньский князь» (端王). После того, как он в 1100 году занял трон, Дуаньчжоуская область получила статус «бывшей резиденции наследника престола», а в 1113 году поднята в статусе до управы, и стала Синцинской управой (兴庆府). В 1118 году она была переименована в Чжаоцинскую управу (肇庆府).
После монгольского завоевания и образования империи Юань Чжаоцинская управа стала в 1279 году Чжаоцинским регионом (肇庆路). После свержения власти монголов и основания империи Мин Чжаоцинский регион вновь стал в 1368 году Чжаоцинской управой; власти управы по-прежнему размещались в уезде Гаояо. После Синьхайской революции в Китае была проведена реформа структуры административного деления, в ходе которой управы были упразднены, и поэтому в 1912 году Чжаоцинская управа была расформирована.
После вхождения этих мест в состав КНР был образован Специальный район Сицзян (西江区专), и уезд Гаояо вошёл в его состав. В 1952 году Специальный район Сицзян был расформирован, и уезд перешёл в состав Административного района Юэчжун (粤中行政区). В конце 1955 года было принято решение о расформировании Административных районов, и в 1956 году уезд вошёл в состав нового Специального района Гаояо (高要专区). В апреле 1958 года урбанизированная часть уезда Гаояо была выделена в отдельный городской уезд Чжаоцин. В декабре 1959 года Специальный район Гаояо был переименован в Специальный район Цзянмэнь (江门专区). В 1961 году Специальный район Цзянмэнь был переименован в Специальный район Чжаоцин (肇庆专区). В 1970 году Специальный район Чжаоцин был переименован в Округ Чжаоцин (肇庆地区).
Постановлением Госсовета КНР от 7 января 1988 года были расформированы округ Чжаоцин и городской уезд Чжаоцин, и образован городской округ Чжаоцин; территория бывшего городского уезда Чжаоцин стала районом Дуаньчжоу в его составе, плюс на стыке территории уезда Гаояо и бывшего городского уезда Чжаоцин был образован район Динху.

## Административное деление
Район делится на 6 уличных комитетов.